# Alibamus
Els alibamu (d' Albaamaha) són una tribu muskogi (grup hoka-sioux) que forma una unitat política amb els koasati, i són coneguts legalment com a alabama-coushatta. El seu nom prové d'Alba Ayamule "jo obro els matolls" o "Ací hi som".

## Localització
Els alabama vivien originàriament als marges dels rius Mississipi i Alabama, vora l'actual Selma (Louisiana). Els koasati vivien als marges del Tennessee junt als llacs Gunterville i Wheeler, entre els rius Coosa i Tombigbee. Actualment ocupen la reserva estatal d'Alabama-Coushatta, vora la vila de Livingston, a Polk County (Texas), i un grup encara roman a la reserva Kinder de Calcasieu Parish (Louisiana).

## Demografia
El 1702 hi havia 770 alibamu i el 1750 uns 250 koasati. El 1763 foren reduïts a 120 individus. El 1910 hi havia 300 alibamu i 100 koasati a Texas, a més d'un nombre indeterminat i una vila Koasati amb els Creek d'Oklahoma. El 1960 n'hi havia 386 a Texas, segons Asher 200 parlants el 1980, i 500 en total el 1970.
Segons dades de la BIA del 1995, a la reserva Alabama-Coushatta de Texas hi vivien 514 individus (935 al rol tribal), i a la Coushatta Tribe de Louisiana hi vivien 362 persones (cap al rol tribal). Segons el cens dels EUA del 2000 hi hava 1.088 Alabama-Coushatta de Texas i 974 Coushatta. O sia, 2.062 individus.

## Organització política
Encara que van patir la política de termination en la dècada de 1950 la tribu Alabama-Coushatta de Texas va recuperar en 1987 el reconeixement federal amb seu a Wetumka (Oklahoma). Aquesta tribu aplega la major part dels alibamus. La resta forma part de la ciutat tribal Alabama-Quassarte.

## Costums
Antigament no es diferenciaven gaire del grup muskogee original, ja que pertanyien a la federació Creek, i llur cultura era similar a la dels creek i d'altres tribus del Sud-oest, com els choctaws o chickasaw.

## Història
El 1541 els exploradors espanyols Moscoso i Hernando de Soto va visitar la vila d′Alibamo, vora la de Chicasa, i van entrar-hi a sang i foc, com era habitual en ells. El 1698 foren visitats pel francès Iberville, com el 1682 havia fet de passada René Robert Cavelier de la Salle, qui els obligaria el 1700 a marxar a l'est de Texas des d'Alabama, per tal de construir l'establiment francès de Mobile el 1701-1702, ja que es resistiren molt. El 1708 van lluitar contra els francesos i els seus aliats catawbes i cherokee, però el 1710 s'aliaren amb ells a Mobile. D'aquesta manera, van construir el 1713 l'establiment de Fort Toulouse.
Tanmateix, continuaren lluitant contra francesos i espanyols amb els seus aliats natchez i apalachee, però foren delmats i per això el 1763, reduïts a 120 individus, inclosos 30 guerrers, es dispersaren. Uns marxaren a l'oest de Louisiana i Florida, on s'unirien als creek i més tard als seminola, mentre que els koasati tenien dues viles, Tombigbee i Coosawda, a la vall del Tennessee (vora Alabama). El 1809 els koasati s'establiren a Big Thicket, on eren 1.650 individus amb francesos, mestissos i altres. Durant les guerres que van mantenir els texans amb els mexicans el 1822 es van mantenir neutrals. Però el 1839 foren atacats pels comanxes a Long King Creek. Mercè els seus serveis als texans, el 1840 Sam Houston va donar 1.110 acres als alabama i 640 als koasati de Texas, però el 1858 el governador H. R. Runnels va donar-los una nova reserva a Fort Worth, cosa que provocaria que molts tornessin a Alabama.
El 1860 el grup establert a Texas va obtenir una reserva estatal. Des del 1871 escolliren un cabdill comú, però el 1873 el govern federal pretengué dur-los a Territori Indi, com ja havia fet el 1830, alhora que el 1879 intentaren abolir l'Agència Índia. El 1885 un grup va tornar a Louisiana, on el 1890 reberen una reserva de 15 acres.
El 1928 els cabdills Charles Thompson i McConnico Batise anaren a Washington per reclamar terres, i els van vendre 3.701 acres més.
Durant els anys cinquanta el govern va intentar imposar-los la política de Termination com a condició per a poder talar llurs boscos de Texas. El 1973 els reconegueren el govern tribal.
El 1975 un grapat de koasati s'establiren a 140 acres de Red River (Louisiana) i demanaren el reconeixement. El 1991 els de Louisiana aconseguiren el reconeixement federal amb 80 hectàrees més com a Coushatta Tribe of Lousiana. El 1993 obriren un casino, cosa que els ha fet augmentar la font d'ingressos en despeses socials de la tribu.

## Llista d'alibamu
- Bel Abbey
- Bertney Langley